# Kila (Zweden)
Kila is een plaats in de gemeente Sala in het landschap Västmanland en de provincie Västmanlands län in Zweden. De plaats heeft 85 inwoners (2005) en een oppervlakte van 12 hectare.